# Ctenacaridae
Ctenacaridae (лат.) — семейство панцирных клещей из надотряда акариформные. Пантропика и субтропика. Трихоботрии утолщённые, длинные. Нотогастральные щетинки длиннее остальных щетинок. Лапки с тремя коготками (эмподий — крючковатый и маленький). Гистеросома почти сплошь покрыта прозрачными щитами. Включает 4 современных рода и 10 видов. Семейство было выделено в 1954 году французским акарологом и палеонтологом Франсуа Гранжаном (François Alfred Grandjean; 1882—1975).
- Beklemishevia Zachvatkin, 1945
- Ctenacarus Grandjean, 1939 (=Gradjeanacarus Zachvatkin, 1945)
  - Ctenacarus araneolus (Grandjean, 1932)
  - Ctenacarus foliisetosus Bulanova-Zachvatkina, 1980
- Gilarovella Lange, 1974
  - Gilarovella demetrii Lange, 1974
- Neoctenacarus Moritz, 1974
  - Neoctenacarus hastilis Moritz, 1974
- †Ctenacaronychus
- †Palaeoctenacarus